# Ship Bottom
Ship Bottom est une municipalité américaine située dans le comté d'Ocean au New Jersey.
Lors du recensement de 2010, sa population est de 1 156 habitants. La municipalité s'étend sur 1,00 milles carrés (2,59 km2), dont 0,29 milles carrés (0,75 km2) d'étendues d'eau.
La ville devient un borough indépendant de Long Beach Township au printemps 1925, sous le nom de Ship Bottom-Beach Arlington. Elle adopte son nom actuel en 1947. Il fait référence à une fillette sauvée d'un bateau (en anglais : ship) dont le fond (en anglais : bottom) était détruit.